# Dioscorea
Dioscorea és un gènere de plantes amb flors dins la família de les dioscoreàcies. Consta d'unes 600 espècies de plantes natives de les regions càlides i temperades del món. La majoria de les espècies es troben a la zona tropical i poques espècies es troben sota clima temperat. El gènere rep el nom de l'antic metge i botànic grec Dioscòrides Pedaci. Són lianes perennes herbàcies si tuberoses de 2 a 12 m de llargada. Les flors són poc vistoses amb sis pètals. Generalment són plantes de sexualitat dioica però unes poques són monoiques. En la majoria el fruit és una càpsula i en unes poques una baia. Algunes espècies, els nyams, són comestibles i es cultiven, unes altres són tòxiques o medicinals o totes dues coses alhora, per exemple com a font de la progesterona de síntesi.

## Taxonomia
A continuació s'enumeren algunes de les espècies incloses a la família. El gènere relacionat Tamus s'inclou dins Dioscorea per alguns botànics; per Dioscorea communis (L.) Caddick & Wilkin, vegeu Tamus communis.
- Dioscorea alata L.
- Dioscorea althaeoides Knuth
- Dioscorea altissima Lam.
- Dioscorea aspersa Prain & Burkill
- Dioscorea balcanica Kosanin
- Dioscorea banzhuana C.P'ei & C.T.Ting
- Dioscorea belophylla Voigt ex Haines
- Dioscorea benthamii Prain & Burkill
- Dioscorea bicolor Prain & Burkill
- Dioscorea biformifolia C.P'ei & C.T.Ting
- Dioscorea birmanica Prain & Burkill
- Dioscorea bulbifera L.
- Dioscorea cayenensis
- Dioscorea chingii Prain & Burkill
- Dioscorea cirrhosa Lour.
- Dioscorea collettii Hook.f.
- Dioscorea cumingii Prain & Burkill
- Dioscorea decipiens Hook.f.
- Dioscorea delavayi Franch.
- Dioscorea deltoidea Wall. ex Kunth
- Dioscorea dumetorum
- Dioscorea elephantipes
- Dioscorea esculenta
- Dioscorea esquirolii
- Dioscorea exalata
- Dioscorea floridana Bartlett
- Dioscorea fordii
- Dioscorea futschauensis
- Dioscorea garrettii
- Dioscorea glabra
- Dioscorea gracillima
- Dioscorea hastifolia
- Dioscorea hemsleyi
- Dioscorea hispida
- Dioscorea japonica - Shan yao en xinès (山药 Shān yào)
- Dioscorea kamoonensis
- Dioscorea linearicordata
- Dioscorea martini
- Dioscorea melanophyma Burkill & Prain
- Dioscorea menglaensis
- Dioscorea mexicana
- Dioscorea nipponica
- Dioscorea nitens
- Dioscorea opposita - Shan yao en xinès
- Dioscorea orangeana Wilkin[1]
- Dioscorea panthaica
- Dioscorea pentaphylla
- Dioscorea persimilis
- Dioscorea poilanei
- Dioscorea polygonoides
- Dioscorea polystachya Turczaninow
- Dioscorea preussii
- Dioscorea quinqueloba
- Dioscorea rotundata
- Dioscorea sansibarensis Pax
- Dioscorea scortechinii
- Dioscorea simulans
- Dioscorea sinoparviflora
- Dioscorea spongiosa
- Dioscorea subcalva
- Dioscorea sylvatica
- Dioscorea tentaculigera
- Dioscorea tenuipes
- Dioscorea tokoro
- Dioscorea transversa
- Dioscorea trifida
- Dioscorea velutipes
- Dioscorea villosa L.
- Dioscorea wallichii
- Dioscorea xizangensis
- Dioscorea yunnanensis
- Dioscorea zingiberensis